# Семибратнее городище
Семибратнее городище — синдское (меотское) городище, расположенное в низовьях реки Кубани, Крымского района Краснодарского края. Было крупным городским центром древней Синдики.

## Характеристики
Своим названием городище обязано семи огромным курганам, возле которых и было обнаружено. Местное население (казаки) называл эти курганы Семибратними, предполагая, что здесь погребены семь родных братьев. Однако раскопки показали, что курганы насыпаны не одновременно, а сооружались на протяжении целого столетия. Следовательно, здесь в разное время погребены представители одной династии синдских царей.
Городище имеет форму трапеции, широкой стороной (320 м) обращено на север к долине Кубани; на востоке и западе имеются остатки рвов. Мощные оборонительные стены (толщина от 2,5 метров, высота 6 метров, имеются башни и куртины), датируются началом V века до н. э.
Городище построено к концу VI века до н. э. и просуществовало не менее 300 лет.
Обнаружена керамика как местного производства, так и античный импорт.

## Известные исследователи
- востоковед В. Г. Тизенгаузен — 1878.
- кавказовед Н. В. Анфимов — в 1938—1940, 1949—1952
- археолог В. А. Горончаровский - 2001—2008, с 2024.
- С 2024 года - археологи Горончаровский, Журавлёв, Чистов.